# Cezar Mititelu
Cezar Mititelu (n. 24 martie 1945, Drăgușeni – d. 9 iulie 1999, București) a fost un absolvent al Facultății de filosofie din Universității din București (1966-1973). 

## Viața și activitatea
Cezar Mititelu s-a născut la Drăgușeni, Galați și a copilărit la Bârlad, unde și-a făcut studiile medii. A fost student al Facultății de Istorie-Geografie a Universității din Iași între anii 1963-1966, după care a studiat la Facultatea de filosofie a Universității din București (1966-1973). 
După absolvirea facultății, Mititelu a refuzat să intre în câmpul muncii, în semn de protest față de realitatea economico-socială din Republica Socialistă România. A dus o viață de semi-vagabondaj, fără domiciliu fix, dormind pe la cunoscuți și întreținându-se din sumele de bani pe care i le dădeau aceștia. A început să aibă influență în rândul unor studenți ai Facultății de filosofie, care îl găzduiau în camerele lor din căminele studențești.
În urma unor „abateri” ale unor studenți ai facultății de filosofie aflați sub influența lui, Mititelu a intrat, în aprilie 1976, în atenția Securității, ca propagator al unor concepții ostile politicii statului și Partidului Comunist Român. În urma demisiei din U.T.C. a unor studenți ai aceleiași facultăți, în 1978, Mititelu a fost arestat și internat la secția psihiatrică a spitalului penitenciarului Jilava, oficial pentru a-i fi testată capacitatea de muncă. Scriitorul Alexandru Monciu-Sudinski, prieten al lui Mititelu, a declarat greva foamei în semn de protest și a alertat postul de radio Europa Liberă și organizația Amnesty International. Mititelu a fost eliberat, pe 18 mai 1978, după 32 de zile de reținere, fără a se lua alte măsuri împotriva lui, cu diagnosticul „apt de muncă”. În februarie 1980 Mititelu a fost arestat din nou și condamnat la șase luni de închisoare contravențională pentru „parazitism social”, în baza Decretului 153/1970. 
După ieșirea din închisoare a continuat să ducă același mod de viață, inclusiv după căderea regimului lui Ceaușescu. S-a sinucis în 1999.